# Huisnes-sur-Mer
Huisnes-sur-Mer ist eine französische Gemeinde mit 168 Einwohnern (Stand 1. Januar 2022) in der Bucht von Mont-Saint-Michel im Département Manche in der Region Normandie.

## Geografische Lage
Die Gemeinde liegt südlich der weiten Salzwiesen, die die Bucht von Mont-Saint-Michel säumen, auf etwas erhöhtem Gelände. Die Nachbargemeinden sind Courtils, Servon, Tanis und Pontorson. Die Stadt Avranches ist 16 Kilometer von Huisnes-sur-Mer entfernt.

## Geschichte
Der Ort und das umliegende Gebiet waren im Zuge der Operation Cobra im Juli 1944 Schauplatz eines entscheidenden alliierten Durchstoßes. Der Ort selbst wurde am 1. August 1944 durch die 79. US-amerikanische Infanteriedivision von der deutschen Besatzung befreit.

## Bevölkerungsentwicklung
| Jahr      | 1962 | 1968 | 1975 | 1982 | 1990 | 1999 | 2009 | 2018 |
| Einwohner | 269  | 274  | 218  | 287  | 163  | 153  | 201  | 178  |

## Sehenswürdigkeiten

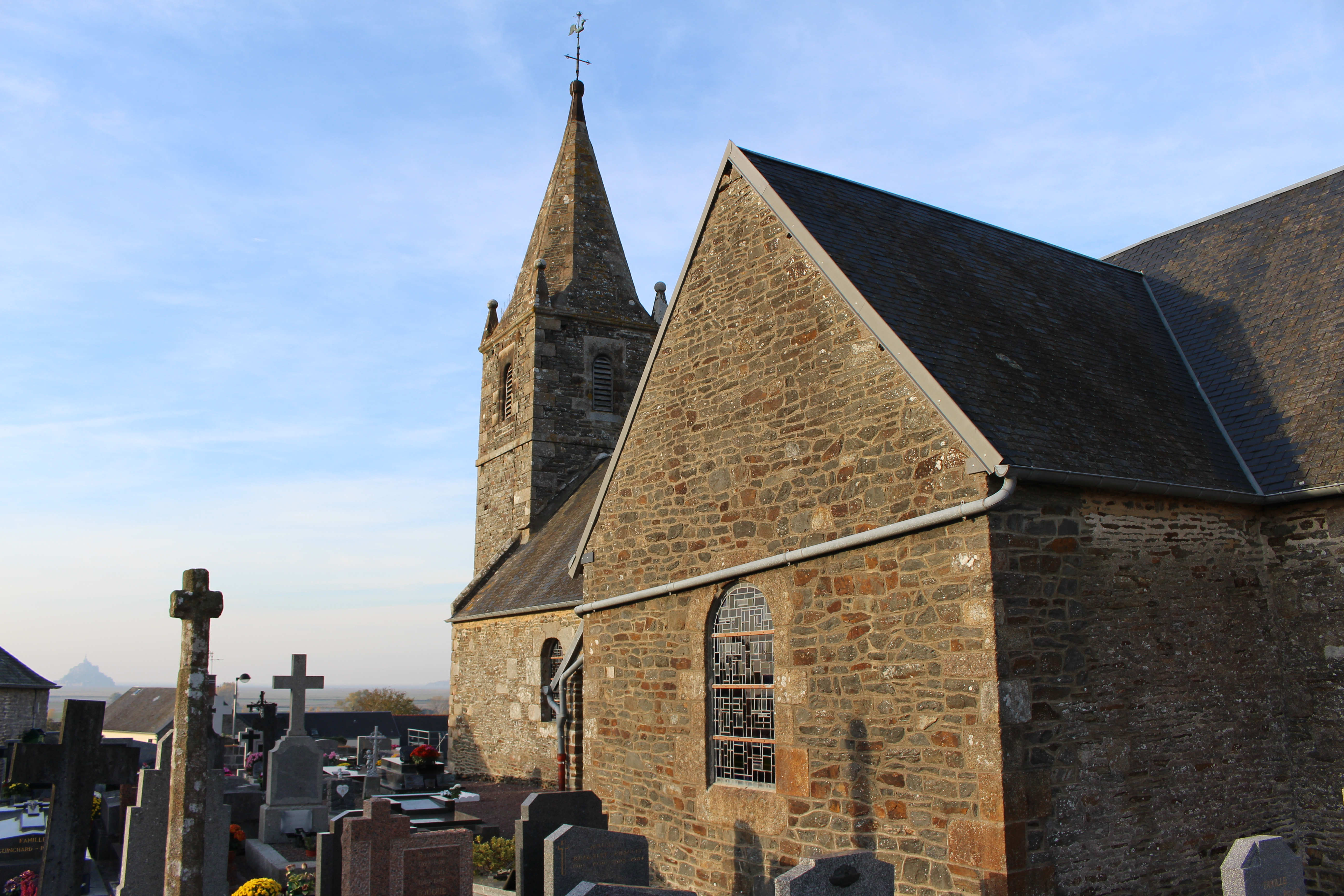
Kirche Saint-Pierre
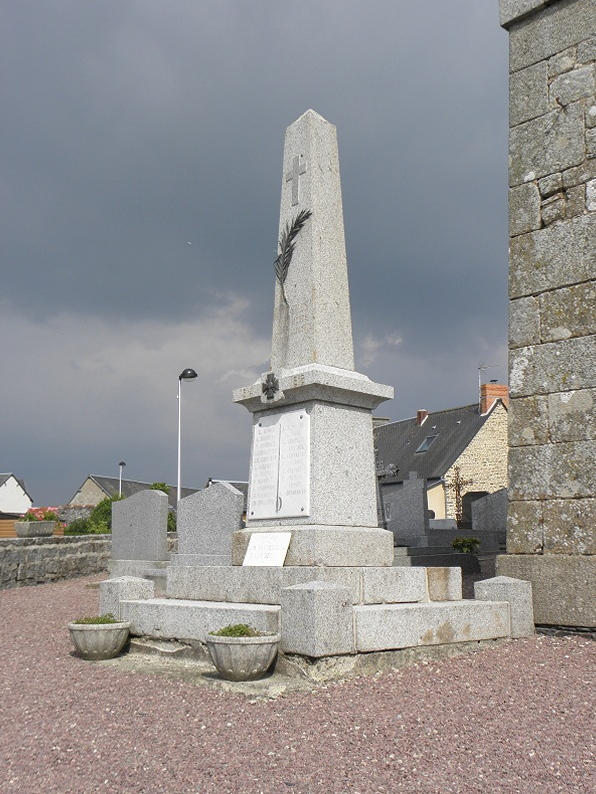
Gefallenendenkmal

- Kirche Saint-Pierre
- Gefallenendenkmal

## Kriegsgräberstätte

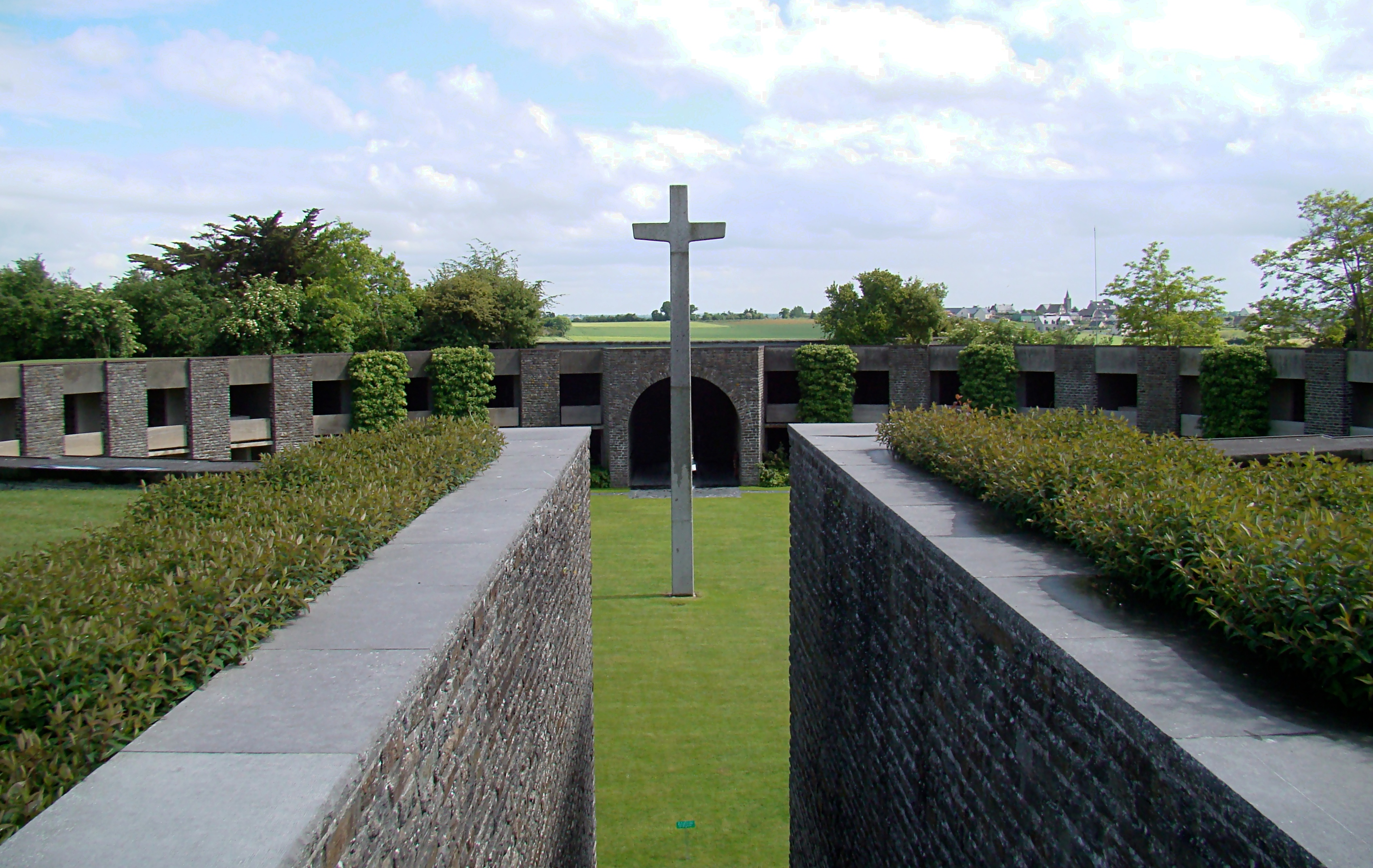
Deutsche Kriegsgräberstätte am Mont d’Huisnes

Die deutsche Kriegsgräberstätte Mont d’Huisnes befindet sich einige hundert Meter vom Ortskern entfernt. In einen Hügel wurde eine runde Arena von 47 m Durchmesser mit senkrechten Seitenwänden eingelassen. In diesen Seitenwänden befinden sich auf zwei Etagen insgesamt 68 Krypten mit je 180 Einzelgrabstätten.
Im Jahr 1961 wurden durch den Volksbund Deutsche Kriegsgräberfürsorge die deutschen Kriegstoten aus den Départements Morbihan, Ille-et-Vilaine, Mayenne, Sarthe, Loir-et-Cher, Indre-et-Loire, Vienne und Indre hier zusammengeführt. Auch die Toten von den Inseln Jersey, Guernsey, Aurigny und Sark wurden hierher überführt, mit Ausnahme derer, die auf dem Friedhof Fort George in St. Peter Port auf Guernsey bestattet worden waren. Am 14. September 1963 wurde die Kriegsgräberstätte eingeweiht.
Insgesamt ruhen dort 11.956 Tote. In der Mehrzahl handelt es sich um deutsche Soldaten, die 1944 und 1945 starben. Auch deutsche Tote der Nachkriegsjahre 1946 und 1947 sind im Mont d’Huisnes bestattet, darunter 20 in der Internierung verstorbene Kinder.
Vom nördlichen Rand des Hügels bietet sich ein Ausblick über die Salzmarschen und das Wattenmeer hinüber zum Mont-Saint-Michel.